# Artigues (Var)
Artigues település Franciaországban, Var megyében. Lakosainak száma 286 fő (2022. január 1.). Artigues Ginasservis, Esparron, Ollières, Pourrières és Rians községekkel határos.

## Népesség
A település népességének változása:
| Lakosok száma | 228  | 243  | 254  | 260  | 271  | 283  | 283  | 288  | 286  |
|               | 2013 | 2015 | 2016 | 2017 | 2018 | 2019 | 2020 | 2021 | 2022 |